# العلاقات الدومينيكانية الليسوتوية
العلاقات الدومينيكانية الليسوتوية هي العلاقات الثنائية التي تجمع بين جمهورية الدومينيكان وليسوتو.

## مقارنة بين البلدين
هذه مقارنة عامة ومرجعية للدولتين:
| وجه المقارنة                                              | جمهورية الدومينيكان | ليسوتو                      |
| --------------------------------------------------------- | ------------------- | --------------------------- |
| المساحة (كم2)                                             | 48.67 ألف           | 32.96 ألف                   |
| عدد السكان (نسمة)                                         | 10.40 مليون         | 2.23 مليون                  |
| الكثافة السكانية (ن./كم²)                                 | 213.68              | 67.66                       |
| العاصمة                                                   | سانتو دومينغو       | ماسيرو                      |
| اللغة الرسمية                                             | اللغة الإسبانية     | لغة إنجليزية، اللغة السوتية |
| العملة                                                    | بيزو دومنيكاني      | لوتي ليسوتو                 |
| الناتج المحلي الإجمالي (بليون دولار)                      | 75.93 مليار         | 2.64 مليار                  |
| الناتج المحلي الإجمالي (تعادل القوة الشرائية) بليون دولار | 149.89 مليار        | 6.30 مليار                  |
| الناتج المحلي الإجمالي الاسمي للفرد دولار أمريكي          | 6.47 ألف            | 1.07 ألف                    |
| الناتج المحلي الإجمالي للفرد دولار أمريكي                 | 13.26 ألف           | 2.64 ألف                    |
| مؤشر التنمية البشرية                                      | 0.715               | 0.497                       |
| رمز المكالمات الدولي                                      | +1809، +1829، +1849 | +266                        |
| رمز الإنترنت                                              | .do                 | .ls                         |
| المنطقة الزمنية                                           | 00                  | ت ع م+02:00                 |

## منظمات دولية مشتركة
يشترك البلدان في عضوية مجموعة من المنظمات الدولية، منها:
| علم المنظمة | اسم المنظمة                                 | تاريخ انضمام جمهورية الدومينيكان | تاريخ انضمام ليسوتو |
| ----------- | ------------------------------------------- | -------------------------------- | ------------------- |
|             | الاتحاد البريدي العالمي                     | ?                                | ?                   |
|             | يونسكو                                      | 4 نوفمبر 1946                    | 29 سبتمبر 1967      |
|             | البنك الدولي للإنشاء والتعمير               | 18 سبتمبر 1961                   | 25 يوليو 1968       |
|             | منظمة التجارة العالمية                      | ?                                | ?                   |
|             | وكالة ضمان الاستثمار متعدد الأطراف          | 7 مارس 1997                      | 12 أبريل 1988       |
|             | منظمة الشرطة الجنائية الدولية               | ?                                | ?                   |
|             | مؤسسة التمويل الدولية                       | 31 أكتوبر 1961                   | 29 سبتمبر 1972      |
|             | الأمم المتحدة                               | 24 أكتوبر 1945                   | 17 أكتوبر 1966      |
|             | مجموعة دول أفريقيا والكاريبي والمحيط الهادئ | ?                                | ?                   |
|             | مؤسسة التنمية الدولية                       | 16 نوفمبر 1962                   | 19 سبتمبر 1968      |
|             | منظمة حظر الأسلحة الكيميائية                | ?                                | ?                   |

## وصلات خارجية
- موقع وزارة الخارجية الليسوتوية